# Diole geminalne

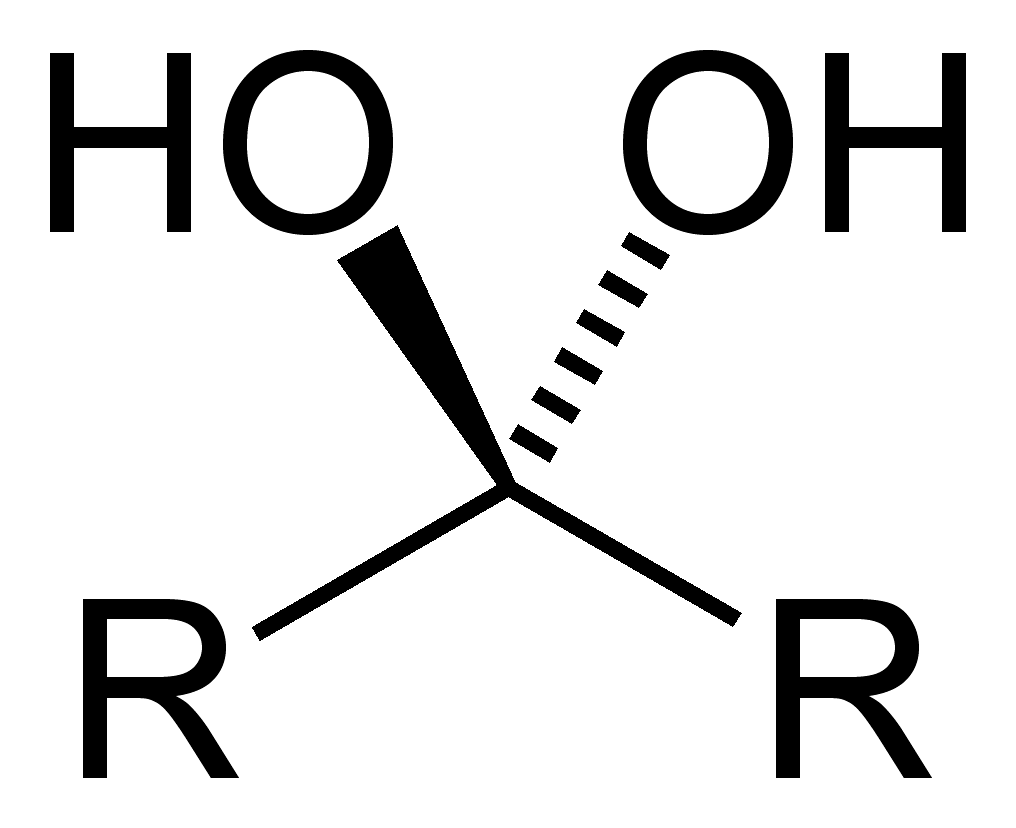
Wzór ogólny gem-diolu.
R – grupa organiczna lub atom wodoru

Diole geminalne (gem-diole) – organiczne związki chemiczne z grupy dioli, w których obie grupy hydroksylowe przyłączone są do tego samego atomu węgla. 
Są one hydratami ketonów lub aldehydów i pozostają w równowadze z formą bezwodną, która zazwyczaj jest zdecydowanie dominująca. W przypadku prostych aldehydów w przewadze występuje jednak forma gem-diolowa. Np. najprostszy diol geminalny, metanodiol H2C(OH)2, czyli hydrat formaldehydu, stanowi >99% cząsteczek w stanie równowagi, a formaldehyd H2C=O jedynie <1%:
H2C=O + H2O →  H2C(OH)2
W przypadku acetonu sytuacja jest odwrotna, jego hydrat, 2,2-propanodiol, występuje w ilości <0,1%.
Me2C=O + H2O ← Me2C(OH)2
Monoetery gem-dioli to hemiacetale, R2C(OH)(OR), a dietery to acetale, R2C(OR)2.